# カティア・グティエレス
カティア・グティエレス（Katia Gutierrez、1989年4月29日 - ）は、メキシコのプロボクサー。シナロア州ロスモチス出身。初代IBF女子世界ミニフライ級王者。

## 来歴
2007年8月10日、地元ロスモチスにてGuadalupe Cortes戦でデビューし、判定勝利。しかし2戦目はJasseth Noriegaに敗れる。
3戦目はMaricela FloresにTKO勝利。その後は連勝を重ねる。
2010年6月26日、ジェシカ・チャベスに判定で敗れ連勝は「8」で止まる。
2連勝をはさみ、2011年1月22日、イルマ・サンチェスと初代IBF女子世界ライトフライ級王座を争うが、0-3判定で敗れ王座ならず。
2011年4月16日、ホリー・ダナウェイと初代IBF女子世界ミニフライ級王座を争い、3-0判定で初の世界王座獲得。
2011年7月2日、モンテレイにて女子トリプル世界戦の一戦としてアナ・アラゾラを3-0判定で降し王座初防衛。
2011年9月10日、Olga Julioを3-0判定で降し2度目の防衛。
2011年12月10日、グレッツェン・アバニエルを4回TKOで倒し3度目の防衛。
2012年6月30日、Susana Cruz Perezを3-0判定で降し4度目の防衛。
しかし、防衛期限が切れ王座剥奪。
11月1日、自身初の国外として日本のアクロス福岡にて黒木優子が持つWBC女子世界ミニフライ級王座に挑戦するが、1-2の判定で敗れ王座返り咲きならず。
2015年11月13日、元WBC女子世界フライ級王者ケニア・エンリケスと対戦するが、偶然のバッティングで左目の上をカットし試合続行不可能となり、負傷判定で敗れる。
2016年4月30日、アナベル・オルティスが持つWBA女子世界ミニマム級王座に挑戦するが、0-3判定で敗れた。

## 戦績
- 31戦 23勝（6KO） 8敗

## 獲得タイトル
- 初代IBF女子世界ミニフライ級王座